# OpenDocument
OpenDocument (znany również jako ODF oraz ISO/IEC 26300, pełna nazwa: Open Document Format for Office Applications) – otwarty standard ISO formatu plików pakietów biurowych. Obejmuje dokumenty tekstowe, arkusze kalkulacyjne, wykresy i prezentacje multimedialne. Pierwsza wersja formatu bazowała na XML-owym formacie pakietu OpenOffice.org. Obecnie OpenDocument jest rozwijany przez niezależną organizację OASIS (Organization for the Advancement of Structured Information Standards).
OpenDocument jest alternatywą dla zamkniętych formatów dokumentów, kontrolowanych najczęściej przez firmy, które je opracowały – przede wszystkim dla formatów DOC, XLS i PPT, używanych w starszych wersjach pakietu biurowego Microsoft Office. Użytkownicy dokumentów zgodnych ze standardem OpenDocument mają do nich dostęp z programów różnych producentów, co łamie monopol dotychczasowych producentów oprogramowania i dysponentów formatów dokumentów. Możliwy staje się wybór bądź zmiana oprogramowania biurowego bez konieczności zmiany formatu używanych dokumentów (co zwiększałoby ryzyko utraty części informacji z dokumentów). Łatwiejsze jest przede wszystkim zabezpieczenie się przed wycofaniem z rynku określonego produktu lub producenta, zmianą warunków licencyjnych itp.
OpenDocument jest ponadto alternatywą dla formatów uchodzących za otwarte (np. Office Open XML), lecz nie powstałych na drodze konsensusu pomiędzy dostawcami oprogramowania biurowego oraz użytkownikami (w tym rządami państw). Stanowienie alternatywy wynika w tym przypadku z faktu, że organizacja OASIS, trzymająca pieczę nad rozwojem formatu OpenDocument, zrzesza w swych szeregach przedstawicieli zarówno firm, jak też osoby indywidualne i organizacje reprezentujące różne regiony świata i potrzeby w zakresie dokumentów elektronicznych. Organizacje i osoby te mają bezpośredni wpływ na rozwój formatu OpenDocument.
W pakiecie ServicePack 2 do Microsoft Office 2007 wprowadzono częściową obsługę standardu ODF. Do tej pory użytkownicy korzystali w tym celu z wtyczek innych producentów np. firmy Sun Microsystems.

## Standaryzacja OpenDocument
Rozwoju standardu OpenDocument podjął się Komitet Techniczny (ang. Technical Committee, TC) organizacji OASIS. Pierwsza dyskusja komitetu w sprawie ODF odbyła się 16 grudnia 2002 r. Komitet techniczny do spraw ODF składa się z przedstawicieli IBM (4 osoby), Sun Microsystems (3 osoby) oraz 3 osób z innych firm. Sun zrzeka się roszczeń patentowych do ODF tak długo, jak bierze udział w pracach nad tym standardem.
W maju 2005 r. specyfikacja OpenDocument została formalnie zatwierdzona jako standard OASIS. 3 maja 2006 miało miejsce formalne zatwierdzenie wersji ODF 1.0 jako standardu ISO (ISO/IEC 26300), a 30 listopada 2006 r. standard został opublikowany. W 2007 roku OASIS opublikowała wersję ODF 1.1.

## OpenDocument w Polsce
W rozporządzeniu Rady Ministrów z dnia 21 maja 2024 r. w sprawie Krajowych Ram Interoperacyjności, minimalnych wymagań dla rejestrów publicznych i wymiany informacji w postaci elektronicznej oraz minimalnych wymagań dla systemów teleinformatycznych, znalazło się unormowanie uwzględniające format OpenDocument jako jeden z podstawowych formatów dokumentu tekstowego lub tekstowo graficznego w celu wymiany zasobów informacyjnych przez podmioty realizujące zadania publiczne.

## Programy obsługujące OpenDocument
Pierwsze programy implementujące OpenDocument pojawiły się w 2005 r. Formatem tym jako podstawowym (rodzimym) posługuje się pakiet OpenOffice.org począwszy od wersji 2.0 oraz KOffice. OpenDocument jest także podstawowym formatem dla wszystkich bazujących na OpenOffice.org programach, w tym StarOffice i NeoOffice. Odpowiedni filtr jest ponadto zawarty w aktualizacji 1.1.5 pakietu OpenOffice.org.
Inne programy obsługujące standard to m.in. LibreOffice, AbiWord, TextMaker, IBM Workplace, eZ publish, Knomos, Scribus, Visioo Writer, Writely, Lotus Notes R8 (Beta), Microsoft Office od wersji 2007 z dodatkiem Service Pack 2.

## Rozszerzenia plików
| Typ pliku           | Rozszerzenie | Typ MIME                                        |
| ------------------- | ------------ | ----------------------------------------------- |
| Tekst               | .odt         | application/vnd.oasis.opendocument.text         |
| Arkusz kalkulacyjny | .ods         | application/vnd.oasis.opendocument.spreadsheet  |
| Prezentacja         | .odp         | application/vnd.oasis.opendocument.presentation |
| Grafika wektorowa   | .odg         | application/vnd.oasis.opendocument.graphics     |
| Wykresy             | .odc         | application/vnd.oasis.opendocument.chart        |
| Wzory matematyczne  | .odf         | application/vnd.oasis.opendocument.formula      |
| Obraz               | .odi         | application/vnd.oasis.opendocument.image        |
| Dokument główny     | .odm         | application/vnd.oasis.opendocument.text-master  |

| Typ pliku           | Rozszerzenie | Typ MIME                                                 |
| ------------------- | ------------ | -------------------------------------------------------- |
| Tekst               | .ott         | application/vnd.oasis.opendocument.text-template         |
| Arkusz kalkulacyjny | .ots         | application/vnd.oasis.opendocument.spreadsheet-template  |
| Prezentacja         | .otp         | application/vnd.oasis.opendocument.presentation-template |
| Grafika wektorowa   | .otg         | application/vnd.oasis.opendocument.graphics-template     |

Uwaga! Format bazy danych (.odb) nie jest częścią specyfikacji OpenDocument.

## OpenDocument a MS Office
Możliwe jest otwieranie i edycja plików ODF w programie Microsoft Word 2007 z zestawem poprawek Service Pack 2. Od lutego 2007 r. jest możliwa konwersja plików pakietu biurowego MS Office do formatu OpenDocument za pomocą oprogramowania firmy Sun o nazwie StarOffice 8 Conversion Technology. Oprogramowanie to jest dostępne na stronie Sun.

## Krytyka
Standard ODF stał się obiektem różnorakiej krytyki.
- Użycie MathML w specyfikacji ODF do składania wzorów matematycznych. MathML[5] to zalecany przez W3C standard zapisu wyrażeń matematycznych służący głównie do zagnieżdżania wyrażeń matematycznych na stronach internetowych będący w użyciu od 1999 r. Większość matematyków jednak używa znacznie starszego formatu TeX jako swojego głównego sposobu zapisu złożonych wzorów matematycznych. TeX nie jest standardem ISO, ale jest de facto standardem składania wyrażeń matematycznych. Istnieje konwerter z (La)TeXu do ODT, włącznie ze wzorami matematycznymi[6]. OpenDocument jest również krytykowany za nieużywanie standardu ISO 12083:1994 do zapisu wzorów, który również nie jest wykorzystywany przez MathML. MathML ma również pewne problemy w dobrym wyświetlaniu wzorów, w porównaniu do innych metod, jak na przykład TeX.[7]
- Wersje ODF 1.1 i starsze nie definiują standardu zapisu wzorów matematycznych[8]. W związku z tym dwa zgodne ze standardem pliki nie muszą koniecznie być kompatybilne ze sobą. OASIS pracuje nad stworzeniem standardowego do zapisu wzorów (OpenFormula)
- Standard ISO Open Document nie pozwala na umieszczanie tabel w prezentacjach[9]. OpenDocument 1.1 pozwala na umieszczanie tabel wewnątrz elementu draw:text-box, który można umieścić wewnątrz draw:frame w prezentacji.
- Różne programy stosujące ODF jako standardowy format zapisu dokumentów mają różne metody obsługi makr/skryptów. Nie ma w ODF specyfikacji języka makr. Użytkownicy i programiści różnią się w opiniach na temat tego, czy standardowy język makr byłby pożądany[10].
- Pomimo tego, że OpenOffice.org obsługuje podpisy cyfrowe i zapisuje je w plikach ODF zgodnie ze standardem XML-DSig, sam standard OpenDocument Format 1.0-1.1 nie wspomina o obsłudze podpisów cyfrowych. Obsługa podpisów cyfrowych jest zależna od aplikacji w standardzie OpenDocument v1.1. OpenDocument v1.2 ma jednak obsługiwać XML-DSig w taki sam sposób, jak to robi OpenOffice.org[11].
- OpenDocument Format 1.0-1.1 odwołuje się do formatu zip, ale nie podaje standardu opisującego format plików zip. Specyfikacja formatu zip była jednak dystrybuowana przez PKZIP w pliku APPNOTE.TXT i wciąż jest utrzymywana[12].
- Format ODF ma ograniczoną obsługę śledzenia zmian, co może być problemem tam, gdzie przejrzenie jest wymagane przez prawo[13].